# Chocomel

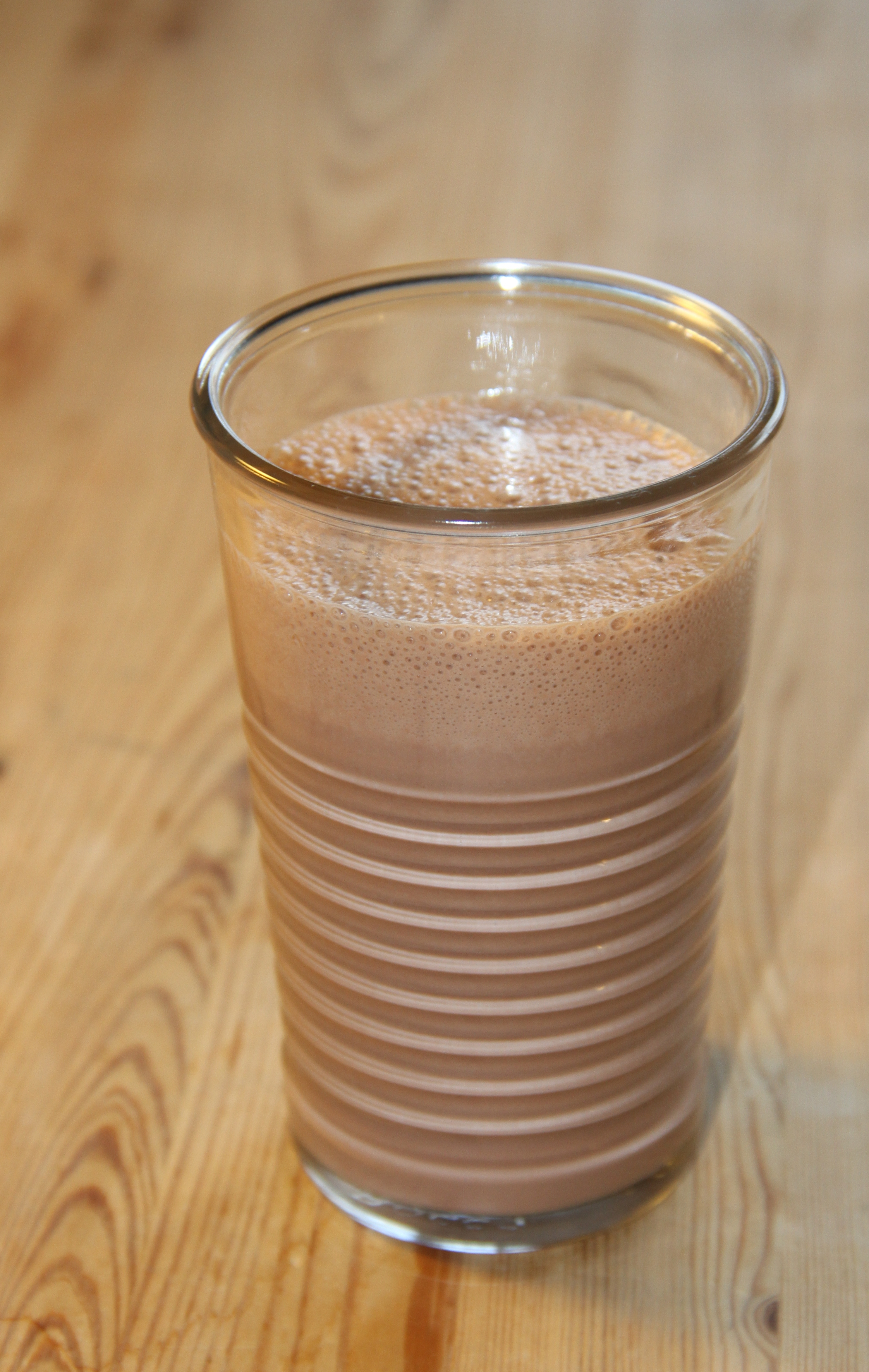
Напиток в стакане

Chocomel (известный в Бельгии как Cécémel) — нидерландский бренд шоколадного молока, производимого компанией FrieslandCampina (ранее — Friesland Foods) в Алтере, Бельгия.

## История
Изначально напиток Chocomel производился компаниями Nutricia in Zoetermeer и Riedel Drinks. Продукт широко распространяется в Нидерландах, Германии, Великобритании и Бельгии (под названием Cécémel).
Существует несколько разновидностей Chocomel. Кроме напитков, также выпускаются капсулы для кофемашин Philips/Douwe Egberts Senseo. В 2011 году компания Campina прекратила производство вкуса моккачино, а в 2015 году компания представила новые вкусы Chocomel — Vers.
Слоган: «De Enige Echte» (в переводе с голландского языка — «Единственный и неповторимый»).

## Галерея

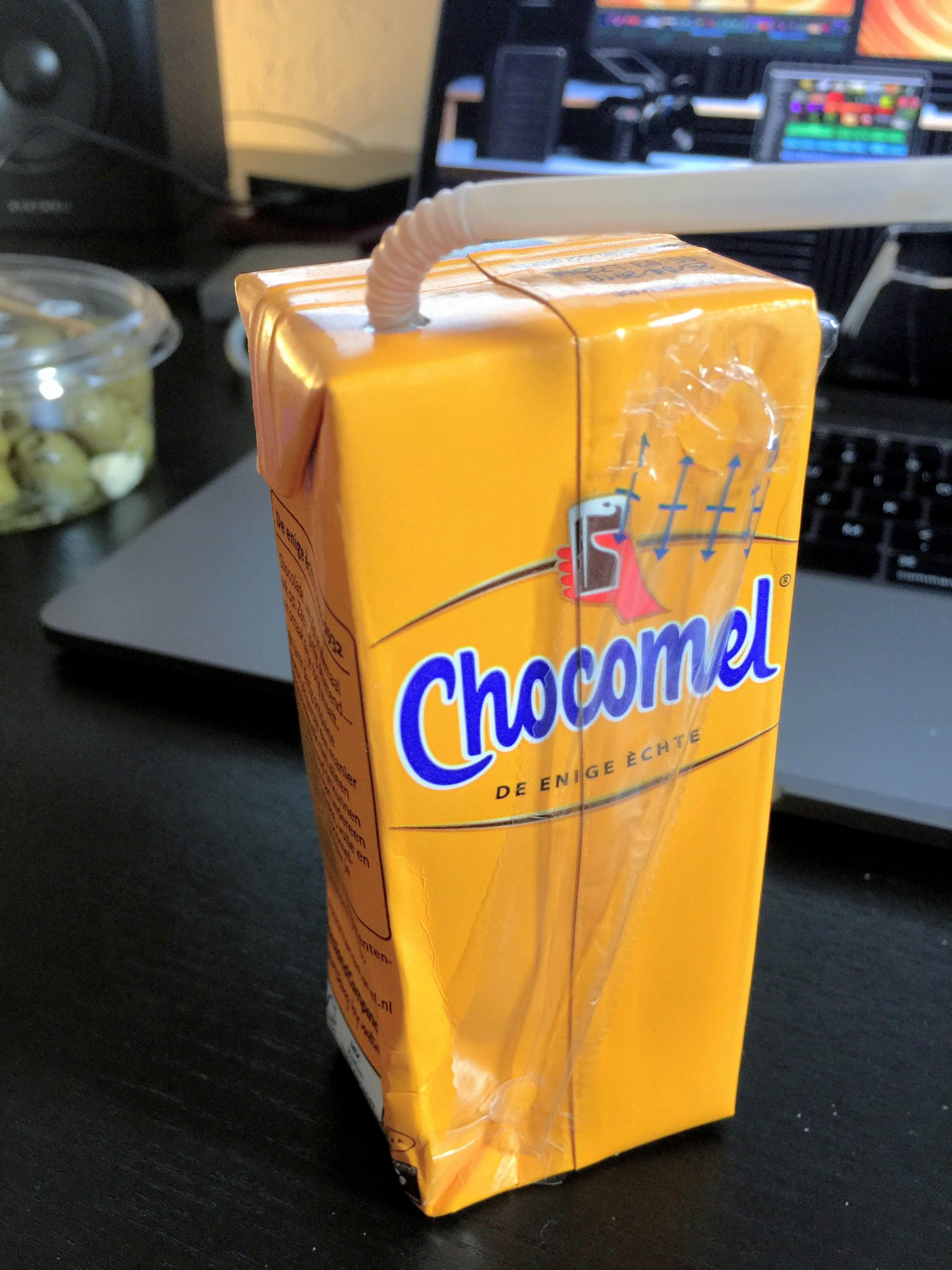
Chocomel в картонной упаковке
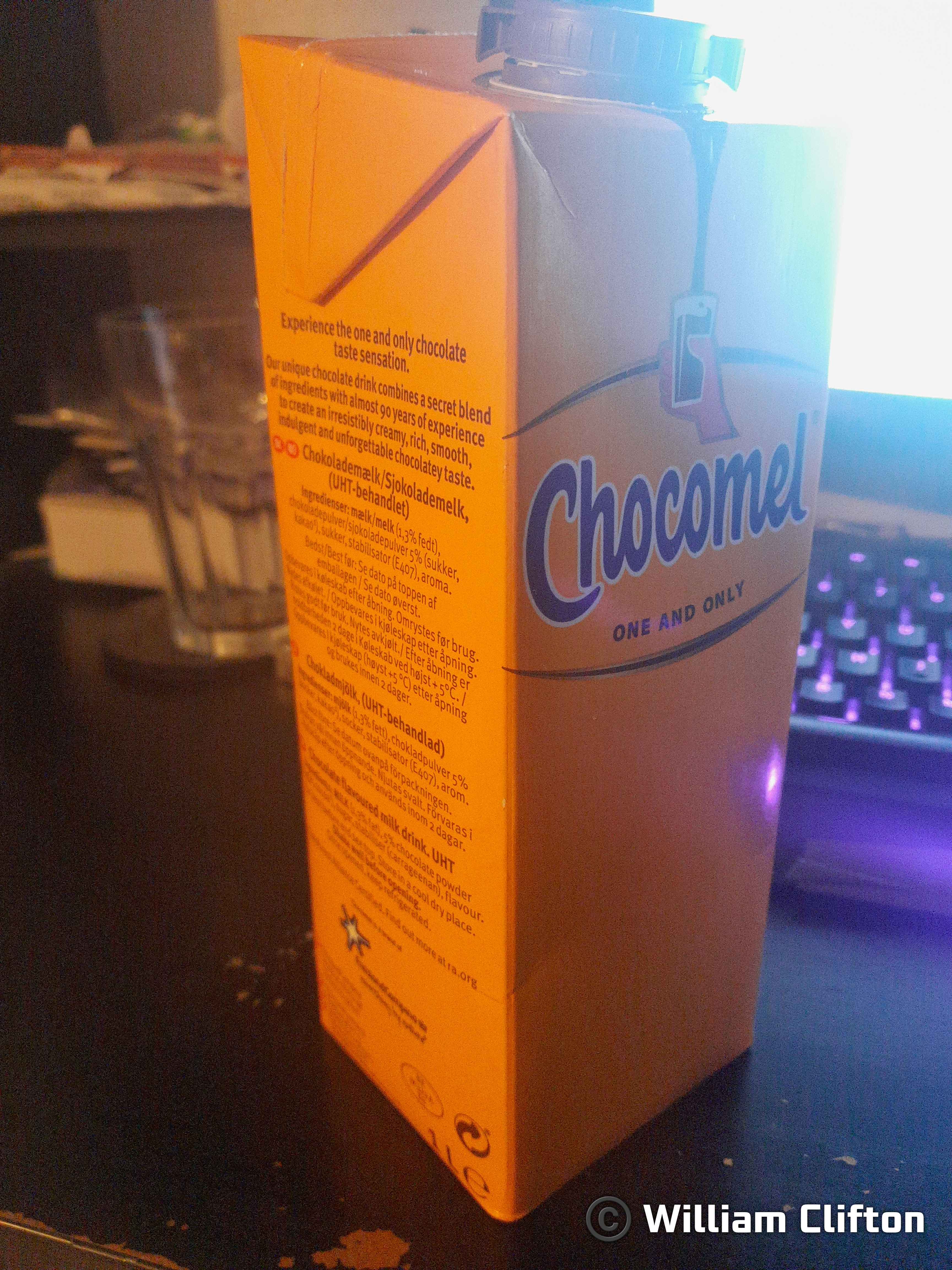
Chocomel в картонной коробке объёмом 1 л (ингредиенты указаны на датском/норвежском, шведском и английском языках с кодом страны производителя «BE»)
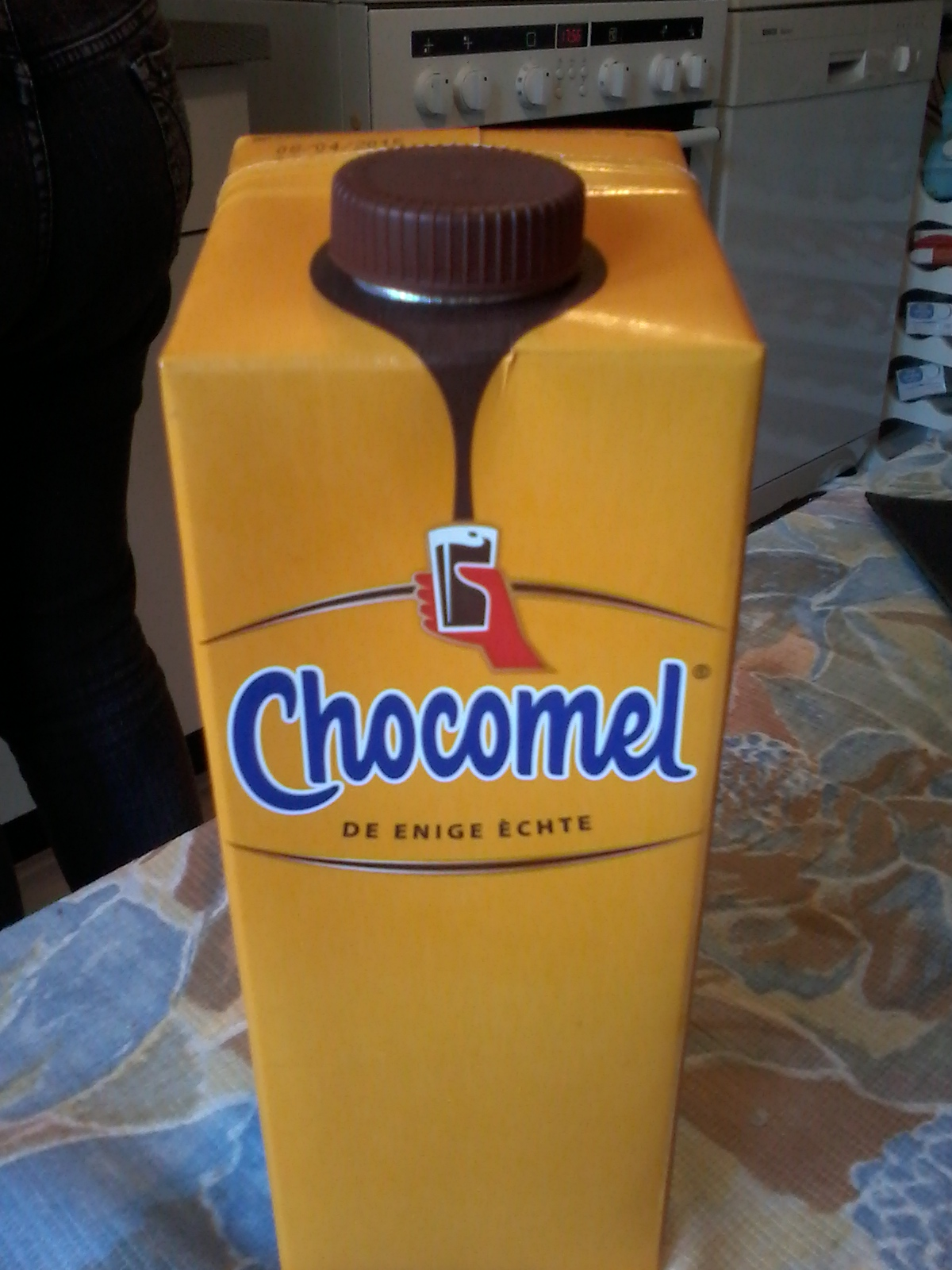
Упаковка Chocomel со словами на голландском языке
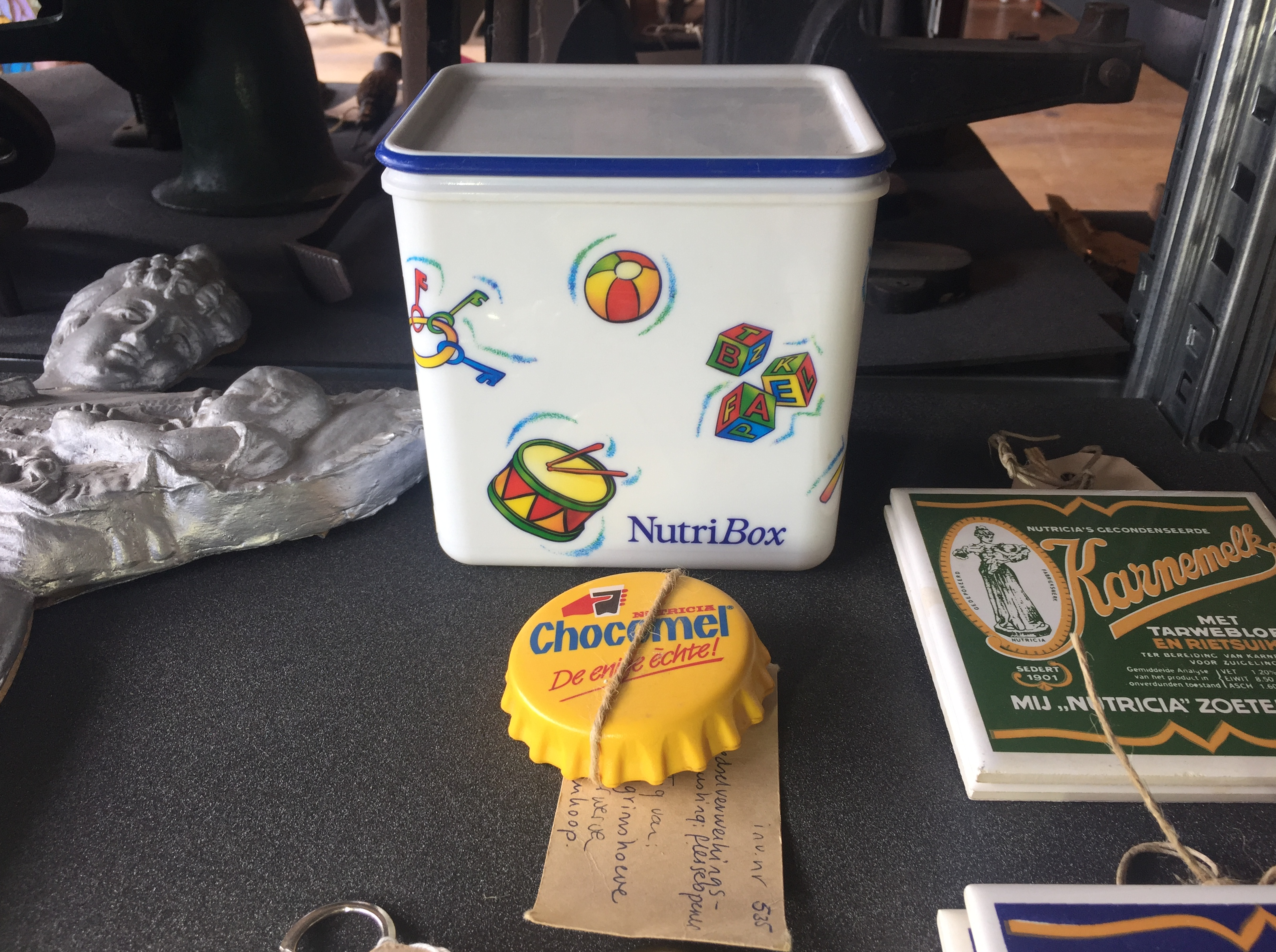
Коллекция музея Де Вурде (De Voorde) в Зутермере